# Venray
Venray est un village et une commune des Pays-Bas de la province du Limbourg. Elle compte 42 932 habitants au 1er janvier 2012. Coordonnées géographiques :
51° 32′ N, 5° 58′ E.

## Histoire
Le 1er janvier 2010, la commune est agrandie par l'ajout des villages de Wanssum, Blitterswijck et Geijsteren, issus de la commune supprimée de Meerlo-Wanssum.

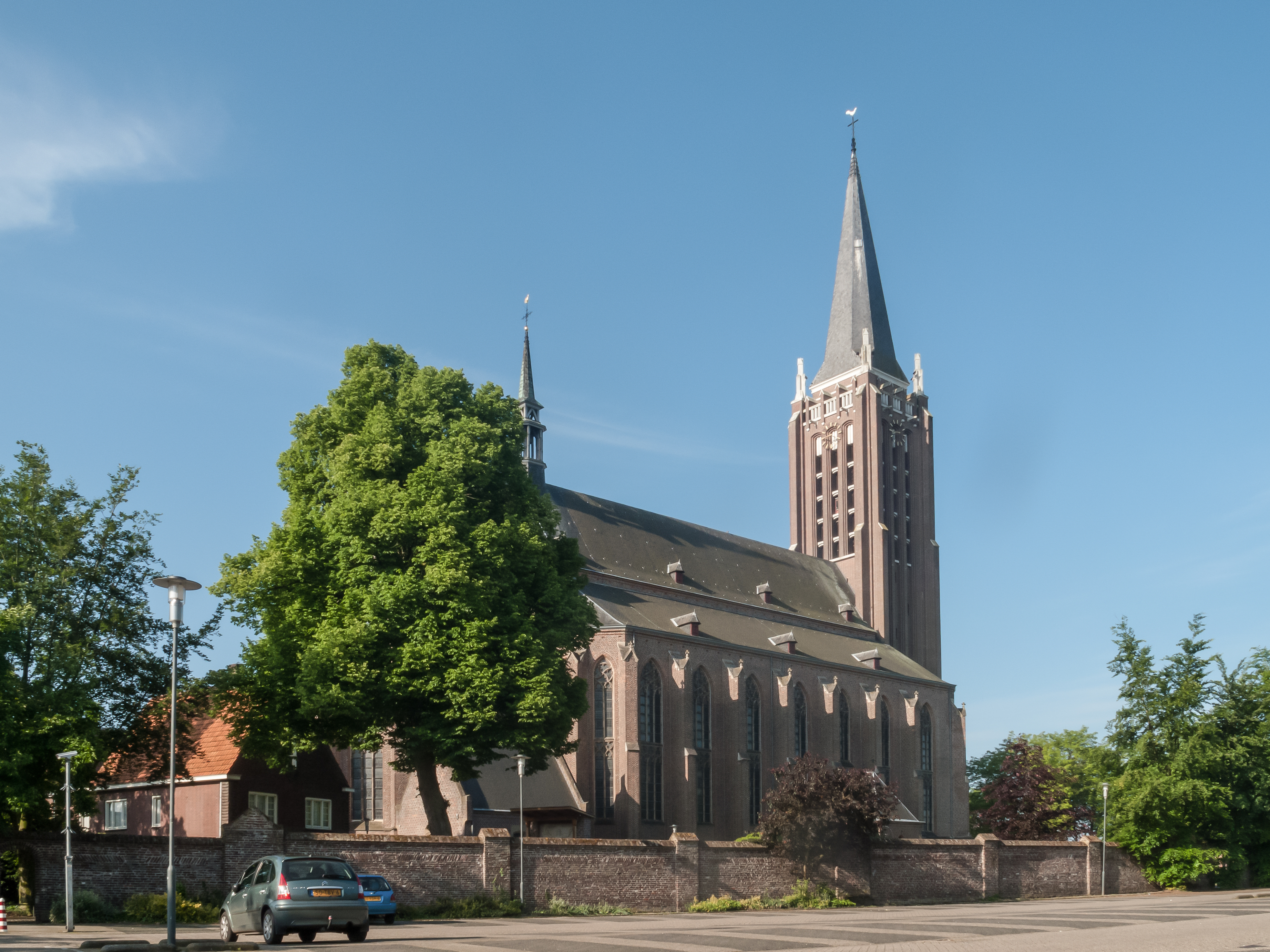
Église Saint-Pierre-aux-Liens de Venray

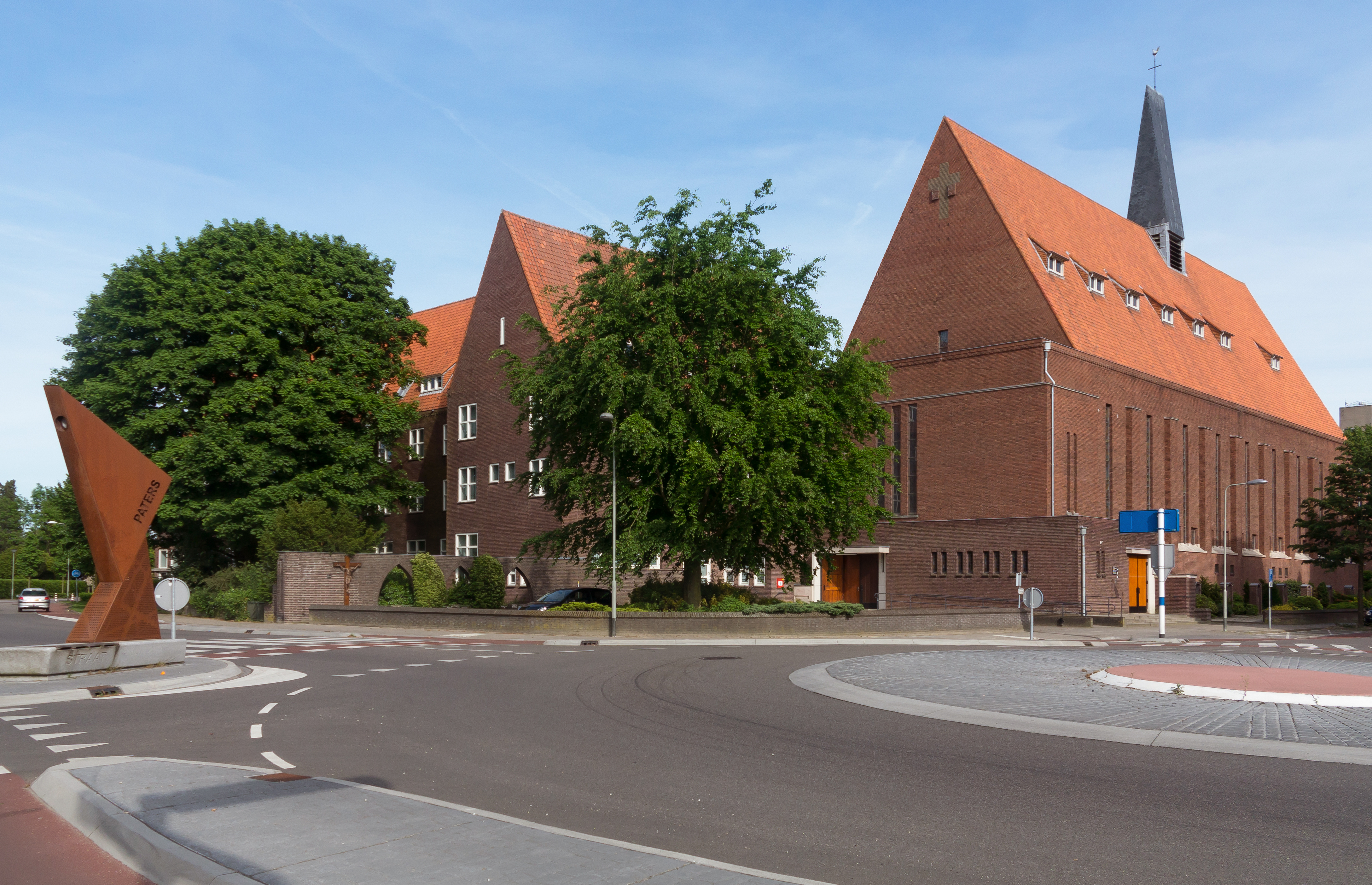
L'église: Onze Lieve Vrouw van Zeven Smarten of Paterskerk

## Politique
Le Maire est Hans Gilissen (PvdA). Les 27 sièges du conseil municipal sont répartis ainsi :
- CDA: 10 ;
- PvdA : 4 ;
- Samenwerking Venray : 4 ;
- PP2 : 4 ;
- VVD : 2 ;
- SP : 2 ;
- InVentief : 1

## Sport
La commune dispose d'un circuit ovale de course automobile de 880 mètres, le Raceway Venray, utilisé par exemple par la Whelen Euro Series pour la première fois en mai 2015.

## Personnalités
- Dylan Haegens (1992-), acteur, réalisateur, scénariste, blogueur et vidéaste, est né à Venray.